# The Danish Butter Cookies
The Danish Butter Cookies was een Belgische poprockband uit Kalmthout die begin jaren '90 drie singles uitbracht.
Het nummer She Said uit 1991, geproduet door Paul Despiegelaere, werd een radiohit en werd opgenomen op de Belpop verzamelaar 1991.

## Discografie
- Gettin Round (1991)
- She said (1991)
- Don't hurt me // Feeble mind (1993)